# Волчин (гміна)
Гміна Волчин (пол. Gmina Wołczyn) — місько-сільська гміна у південно-західній Польщі. Належить до Ключборського повіту Опольського воєводства.
Станом на 31 грудня 2011 у гміні проживало 14139 осіб.

## Територія
Згідно з даними за 2007 рік площа гміни становила 240.86 км², у тому числі:
- орні землі: 65.00%
- ліси: 28.00%

Таким чином, площа гміни становить 28.28% площі повіту.

## Населення
Станом на 31 грудня 2011:
| Опис     | Загалом | Загалом | Чоловіки | Чоловіки | Жінки | Жінки |
| -------- | ------- | ------- | -------- | -------- | ----- | ----- |
| одиниця  | осіб    | %       | осіб     | %        | осіб  | %     |
| все      | 14139   | 100     | 6996     | 49.48    | 7143  | 50.52 |
| міське   | 6090    | 100     | 2950     | 48.44    | 3140  | 51.56 |
| сільське | 8049    | 100     | 4046     | 50.27    | 4003  | 49.73 |

## Сусідні гміни
Гміна Волчин межує з такими гмінами: Бичина, Домашовіце, Ключборк, Мурув, Покуй, Рихталь, Тшциниця.